# Carapoia ubatuba
Carapoia ubatuba är en spindelart som beskrevs av Huber 2005. Carapoia ubatuba ingår i släktet Carapoia och familjen dallerspindlar. Inga underarter finns listade.